# Adriaantje Hollaer

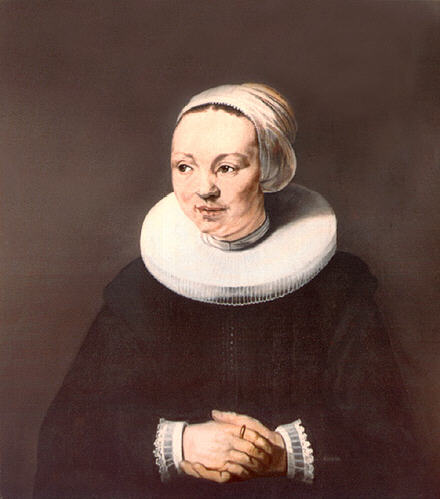
Portret van Adriaantje Hollaer door Rembrandt

Adriaantje Hollaer (Rotterdam, 1610 – aldaar, 31 maart 1693) was een koopmansdochter en de schoonzuster van de Rotterdamse kunstschilder Crijn Hendricksz. Volmarijn. Haar vader, de koopman, was Pieter Jacobs Hollaer, geboren 1566; haar moeder heette Ingetje Rochusd.
Op 20 februari 1633 trouwde ze te Rotterdam met Hendrick Martensz. Sorgh, een niet onbemiddeld Rotterdams kunstschilder. Ze kregen minstens vijf kinderen. Een ervan is een zoon en heet Maerten Sorgh (Rotterdam circa 1641 – Amsterdam, 21 augustus 1702).
Adraantje is geportretteerd door Rembrandt; haar portret verschijnt in 1947 op het Nederlandse bankbiljet van honderd gulden. In 1950 komt er een nieuw briefje van honderd, met daarop het portret van Desiderius Erasmus. Het vorige biljet van honderd was van 1945 en bevat geen portret.

## Naamsvarianten
Ariaentge Pieters Hollaer; Ariaentje Pietersd Hollaer; Adriaentje Hollaer.
Adriaantje Hollaer · Ahasveros en Haman aan het feestmaal van Esther · De anatomische les van Dr. Deijman · De anatomische les van Dr. Nicolaes Tulp · Andromeda aan de rots geketend · Aristoteles bij de buste van Homerus · Artemisia · Badende vrouw · Bathseba met de brief van koning David · De blindmaking van Simson · De brillenverkoper · Buitenlandse admiraal · Christus in de storm op het meer van Galilea · Christus met een staf · Danaë · David en Uria · De doop van de kamerling · Het feestmaal van Belsazar · Flora · Gelijkenis van de rijke dwaas · Historiestuk · Jacob zegent de zonen van Jozef · Jeremia treurend over de verwoesting van Jeruzalem · Het Joodse bruidje · De maaltijd in Emmaüs · Marten Soolmans en Oopjen Coppit · Mozes en de tafelen der wet · De Nachtwacht · Het offer van Abraham (1635) · Pallas Athene · Portret van een man met handschoenen in de hand · Portret van een man · Portret van Amalia van Solms · Portret van Baertje Martens · Portret van Herman Doomer · Portret van Jan Six · Portret van Johannes Wtenbogaert · Portret van Maurits Huygens · De samenzwering van de Bataven onder Claudius Civilis · De schilder in zijn atelier · De Staalmeesters · De steniging van de Heilige Stefanus · Terugkeer van de verloren zoon · Titus aan de lezenaar · Titus als monnik · De Vaandeldrager · De verloochening van Petrus · De verloren zoon in een herberg · Het vertrek van de Sunammitische vrouw · De vlucht naar Egypte · De vlucht naar Egypte · Zelfportret op jeugdige leeftijd (ca. 1628) · Zelfportret met twee cirkels · Zelfportret als de apostel Paulus